# Івани (річка)
Івани́ — річка в Україні, у межах Богодухівської міської громади Богодухівського району Харківської області та Великописарівської селищної громади Охтирського району Сумської області. Ліва притока Ворскли (басейн Дніпра). 

## Опис
Довжина річки 26 км (у межах Сумської області — 13 км), площа басейну - 182 км², похил річки 1,8 м/км. Долина коритоподібна, вузька. Заплава переважно двобічна, у пригирловій частині зливається з заплавою Ворскли. Річище слабозвивисте, у нижній течії місцями випрямлене. Споруджено кілька ставків. 

## Розташування
Річка бере початок на південний схід від села Вінницькі Івани. Тече переважно на північний захід через села Корбині Івани, Розсоші, Спірне. Впадає до Ворскли в південно-західній частині села Сидорова Яруга за 308 км. від гирла.
У верхів'ї річки знаходиться ентомологічний заказник місцевого значення Степовий

## Притоки
- Балка Оксенчова - права притока, впадає в річку Івани у центральній частині села Вінницькі Івани
- Балка Косяківська - ліва притока, бере початок у селі Коротке тече на північний захід через село Іванівка і впадає у річку Івани на його північній околиці
- Балка Івани - права притока, бере початок у селі Гарбузи, тече на північний захід і впадає у річку Івани у селі Розсоші
- Балка Хвощувата/Суха - ліва притока, бере початок у селі Новоукраїнка, тече на північний захід через села Шкарлати та Спірне. Русло місцями пересохле та розоране, у нижній течії каналізоване.
- Балка Спицина - ліва притока, протікає між селами Спірне і Добрянське, впадає у річку Івани неподалік від її гирла, у нижній течії каналізована.